# Arabe-Barbe
Vous lisez un « bon article » labellisé en 2020.
L′Arabe-Barbe (arabe : حصان عربي بربري) est une race de chevaux de selle originaire du Maghreb. Issue du croisement entre l'Arabe et le Barbe, elle présente une origine génétique commune avec ce dernier. La race se constitue à la fin du XIXe siècle, sous l'influence des Français, puis se perpétue localement par elle-même. Le premier stud-book Arabe-Barbe est créé en 1948.
De taille moyenne et de format carré, l'Arabe-Barbe présente la morphologie typique d'un cheval de selle adapté à la vitesse, avec une circonférence de poitrine importante. Employé notamment pour les fantasias, il l'est aussi pour le travail agricole de traction dans les régions rurales du Maghreb, bien que cela concerne essentiellement les chevaux aux origines Barbe majoritaires.
L'Arabe-Barbe est un cheval commun dans toute l'Afrique du Nord, avec environ 185 000 représentants estimés en 2010. Il existe aussi une petite population européenne.

## Dénomination
Cette race est essentiellement connue sous le nom d'« Arabe-Barbe » en français (que ce soit au Maroc,, en Algérie, en Tunisie ou en France), avec des variances dans l'usage des tirets et des majuscules, telles qu'« Arabe Barbe » et « arabe-barbe »,. Lætitia Bataille signale un usage de nom dépendant des origines génétiques, en parlant d'« arabe-barbe » en cas d'origine Arabe majoritaire, et de « barbe-arabe » en cas d'origine Barbe majoritaire. De façon isolée, Élise Rousseau, auteure du peu fiable Guide Delachaux, emploie uniquement le nom de « barbe-arabe », signalant « arabe-barbe » comme simple synonyme ; Barbe-Arabe est le nom retenu pour la race au Tchad.
En arabe, le nom fourni par la Société royale d'encouragement du cheval (SOREC), au Maroc, est العربي البربري (arbi barbarī).
En anglais, la race est nommée Arabian-Berber dans l'ouvrage de référence de CAB International (2016), ou Arab-Barb dans diverses publications scientifiques ainsi qu'en Mauritanie ; en allemand son nom officiel est Araber-Berberpferd, mais Araber-Berber peut aussi être employé.

## Histoire

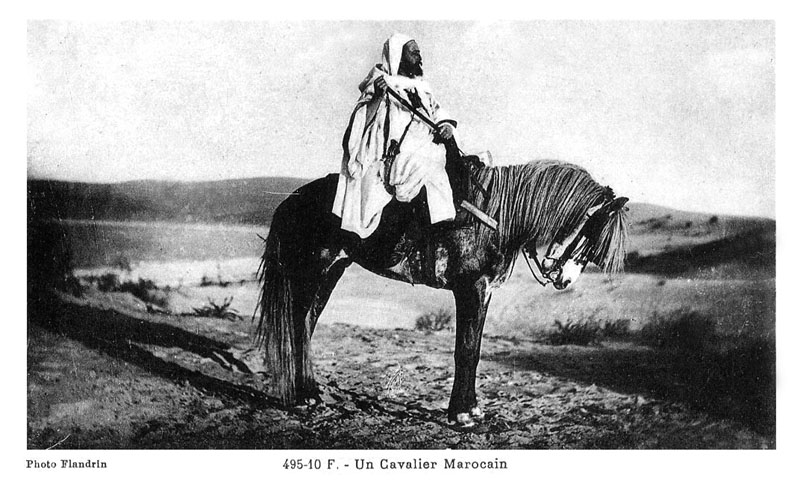
Cavalier marocain sur son cheval Barbe.

Ces chevaux proviennent de croisements entre le Barbe, notamment marocain, et l'Arabe. Le dendrogramme et l'analyse factorielle des correspondances entre le Barbe et l'Arabe-Barbe tunisien montrent un chevauchement dans la constitution génétique des individus analysés, confirmant une base génétique commune.
La formation de la race découle de la colonisation française de l'Afrique du Nord, à la fin du XIXe siècle, lorsque des chevaux arabes de race pure ou croisés ont été mélangés avec le Barbe indigène. D'après le Dr vétérinaire Yassine-Hervé Jamali, les agents des remontes françaises s'inquiètent d'une « dégénérescence » du Barbe maghrébin, race bien caractérisée et différenciée de l'Arabe dans les documents de l'époque, et proposent de le « régénérer » par des croisements avec l'Arabe.
En Algérie, les juments Barbe autochtones de Tiaret (dans l'Ouest du pays) ont été croisées avec des étalons arabes dès 1877, dans un objectif militaire, afin de « corriger » la morphologie du Barbe, jugée défectueuse,. Les chevaux issus de ces croisements se sont ensuite reproduits entre eux.
L'Algérie est le premier pays à établir un stud-book pour l'Arabe-Barbe, en 1948. Le stud-book marocain de l'Arabe-Barbe est ouvert la même année. Les Arabe-Barbe sont présentés dans des shows algériens depuis 1975.

## Description

### Taille et poids

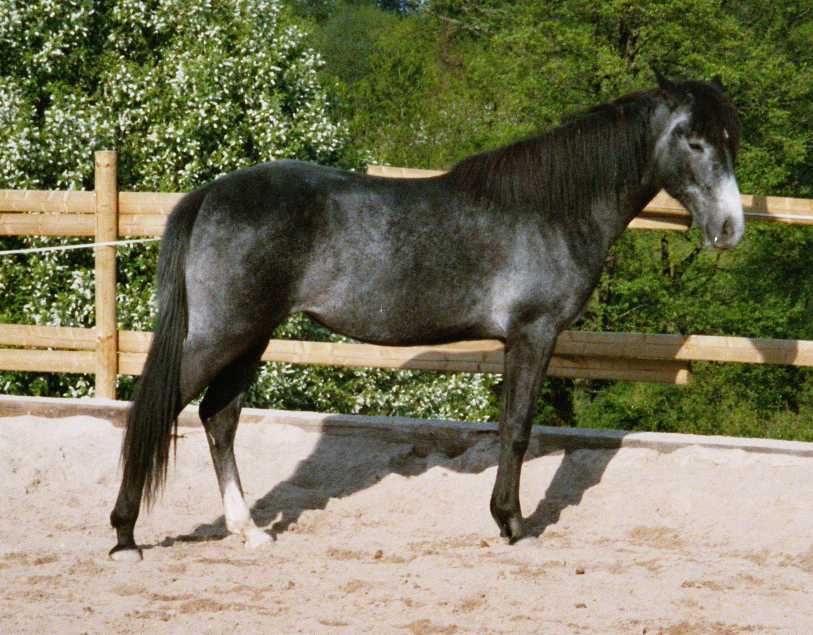
Jeune Arabe-Barbe gris.

CAB International indique une fourchette de taille allant de 1,52 m à 1,62 m (2016), tandis que le Guide Delachaux indique 1,40 m à 1,55 m. En Tunisie, les mesures de référence notées sur la base de données DAD-IS sont de 1,50 m chez les femelles et 1,55 m chez les mâles. Au Tchad, les mesures de référence sont plus réduites, s'établissant à
1,42 m en moyenne chez les femelles pour 1,47 m médian chez les mâles.
En Algérie, une toise de 1,55 m est indiquée pour les mâles comme pour les femelles. L'Arabe-Barbe des plaines côtières est plus grand que celui des hauts-plateaux, lui-même plus grand que celui des régions désertiques, le plus petit étant trouvé dans les montagnes. L'Arabe-Barbe algérien est plus petit que le Barbe, avec un périmètre de canon inférieur. Il est en revanche plus grand que l'Arabe-Barbe du Maroc, et doté d'un périmètre de canon supérieur. Les mesures morphométriques présentent des variations importantes en fonction de la région d'élevage.
Le poids de naissance va de 60 à 65 kg. À l'âge adulte, ce poids va de 420 à 450 kg selon les données de DAD-IS en Tunisie, de 400 à 500 kg selon les données de l'Algérie.

### Morphologie

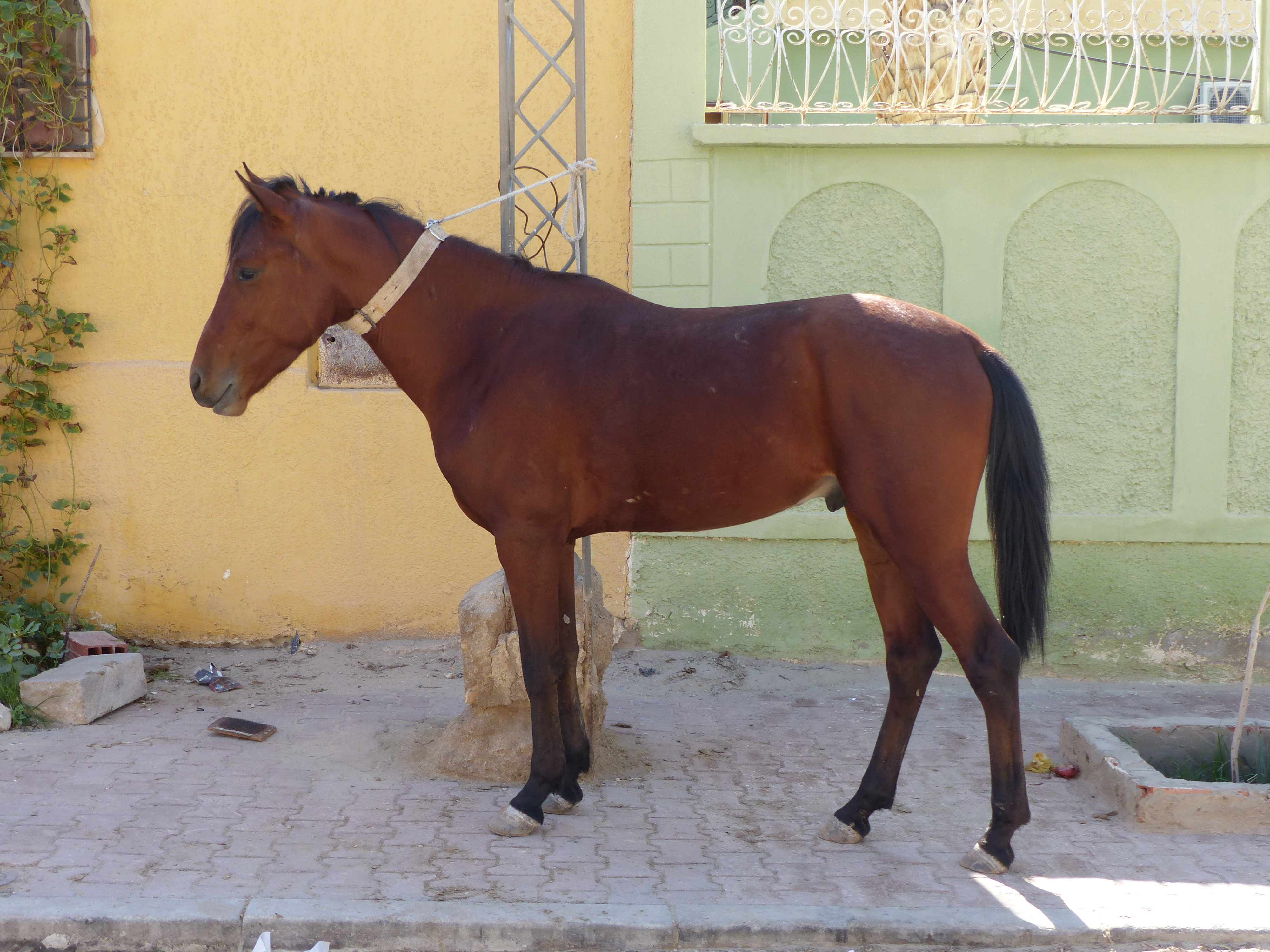
Arabe-Barbe bai à Tozeur, en Tunisie.

Le modèle est celui d'un cheval oriental médioligne. L'Arabe-Barbe est généralement plus grand et solide que les chevaux arabes, avec des postérieurs plus hauts, et des pieds adaptés à la vitesse. Le format est toujours « carré ». Les membres sont fins par comparaison avec la masse du cheval. La circonférence de la poitrine est relativement importante, qualité nécessaire pour un cheval de selle rapide. La hauteur au garrot est égale à la hauteur à la croupe, ce qui fait de l'Arabe-Barbe un cheval « horizontal ».
Les autres mensurations et caractéristiques morphologiques, très hétérogènes, varient en fonction du degré d'origines Arabe et Barbe de l'animal, avec une distinction entre trois catégories : les chevaux ayant moins de 25 % d'origines arabes, les chevaux entre 25 et 75 %, et les chevaux à plus de 75 % arabes. La morphologie de l'Arabe est très différente de celle du Barbe : l'Arabe est léger, sec et fin, doté d'une encolure fine et allongée, d'un profil de tête concave ou rectiligne, d'une queue courte attachée haut, et d'une croupe horizontale ; à l'inverse le Barbe est épais, doté d'une encolure large et épaisse, d'un profil de tête convexe ou rectiligne, d'une queue longue et fournie attachée bas, et d'une croupe « en pupitre ». D'après la SOREC, le profil de tête d'un Arabe-Barbe est généralement rectiligne ou légèrement concave, l'encolure de masse moyenne, la croupe d'inclinaison modérée, avec une attache de queue médiane.
Il existe aussi d'importantes différences morphologiques entre l'Arabe-Barbe des plaines côtières, et celui des montagnes. Les chevaux des hauts plateaux et des régions du désert sont morphologiquement intermédiaires entre les deux premiers.
Les chevaux des montagnes sont plus trapus, et perçus comme moins élégants.

### Robe

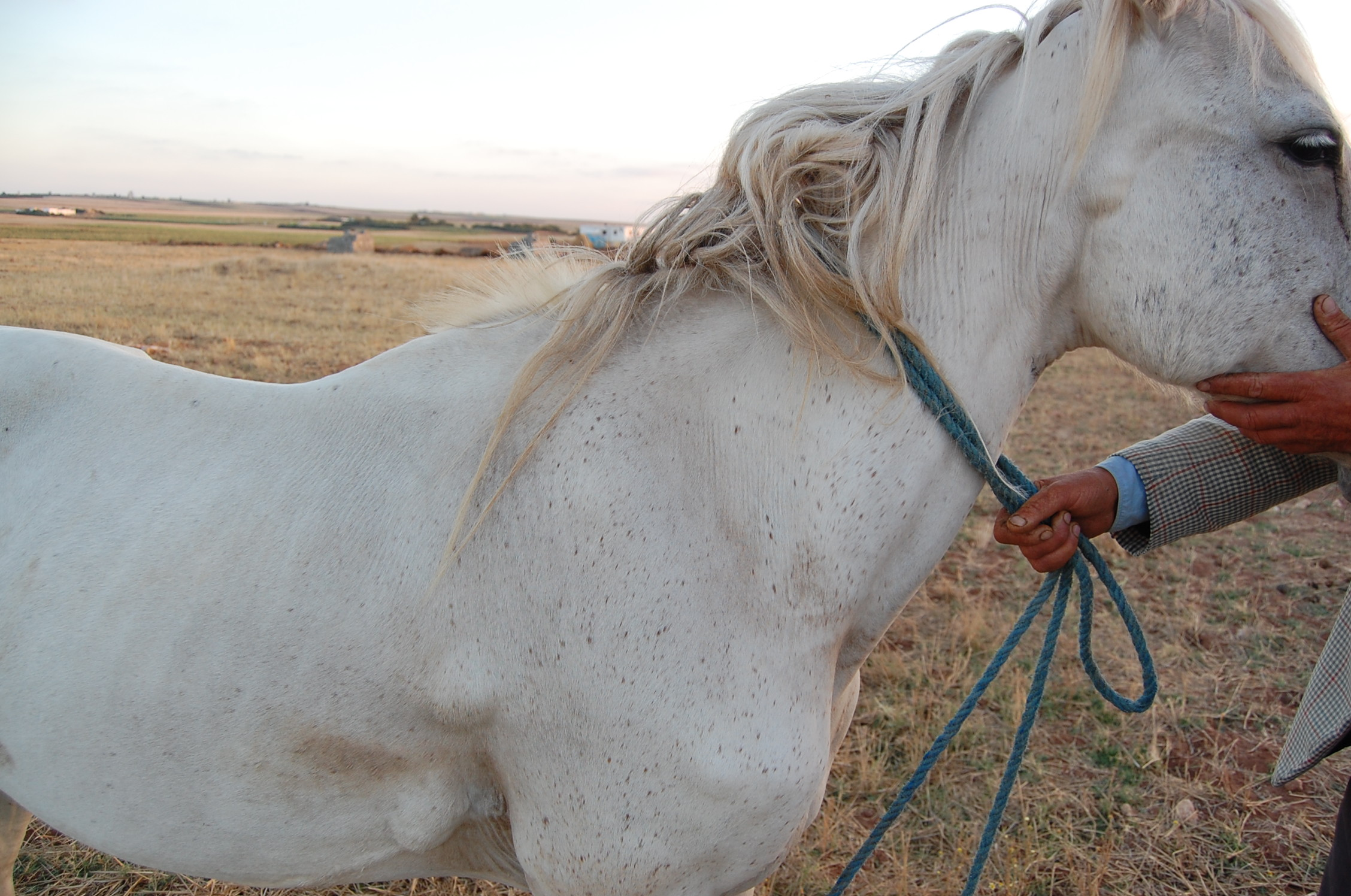
Mélanomes sur un Arabe-Barbe marocain de robe grise.

La robe est indiquée comme étant grise dans les données tunisiennes sur DAD-IS, cependant le Guide Delachaux indique comme possibles également le bai, l'alezan avec crins lavés, et le noir, souvent assortis de marques blanches. L'Arabe-Barbe tchadien est indiqué comme arborant une robe foncée.

### Tempérament et entretien

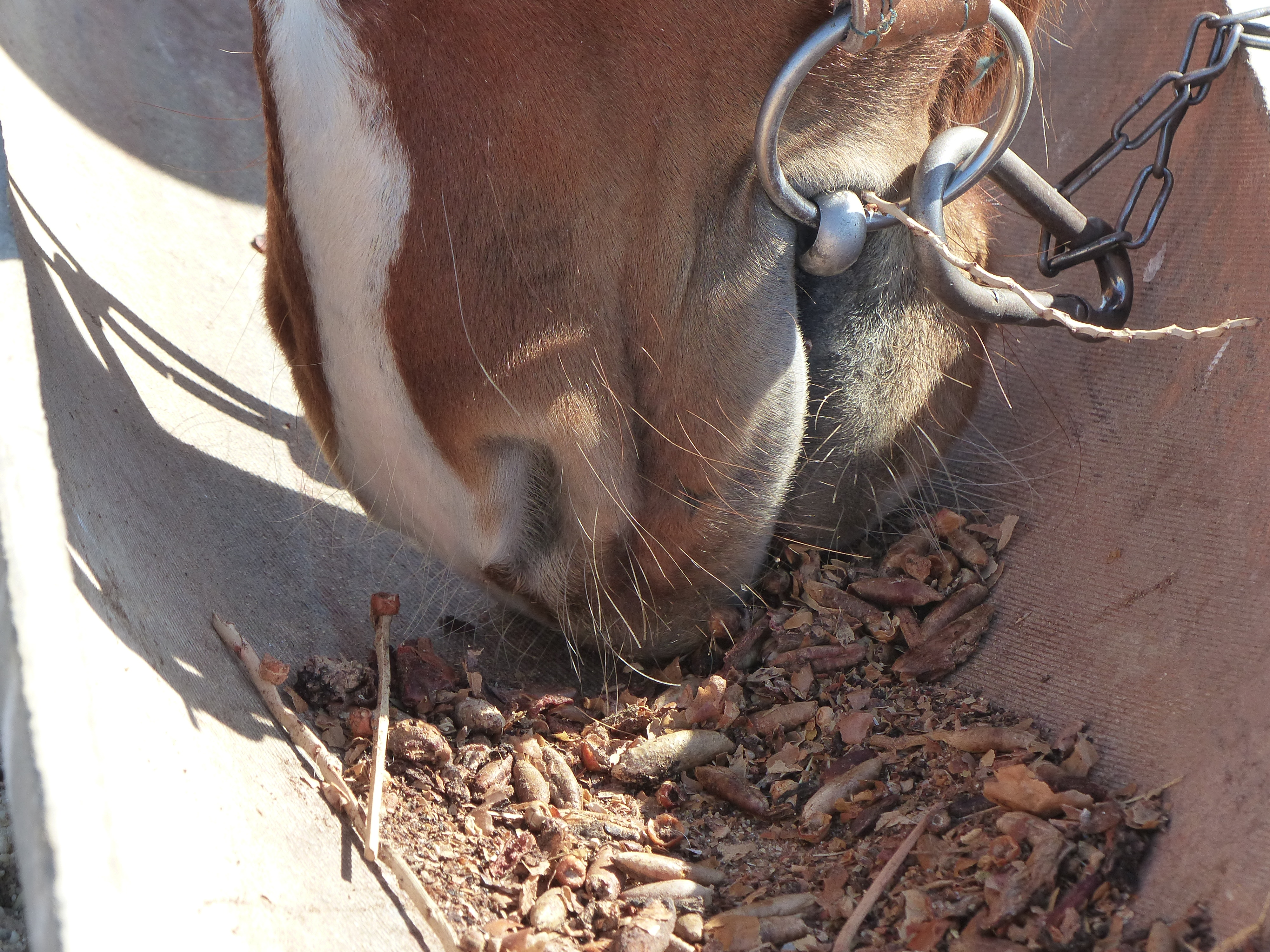
Arabe-Barbe du désert mangeant des dattes séchées, près de Tozeur.

La fécondité de la race est réputée basse, de l'ordre de 30 à 35 % selon les données de la Tunisie. La période de lactation des juments dure en moyenne 180 jours. Ces chevaux sont connus pour leur rusticité, ils sont en effet extrêmement économiques, notamment en termes d'alimentation.
Les différences morphologiques entre populations de chevaux Arabe-Barbe s'expliquent aussi par la disponibilité de la nourriture. Les plaines côtières, de climat méditerranéen humide, fournissent une alimentation végétale abondante à ces animaux, alors que les régions montagneuses présentent un climat subhumide avec peu de disponibilité de nourriture, et les régions désertiques du Sahara un climat subaride, avec là aussi peu de nourriture, et une vulnérabilité à la désertification.
Ces chevaux peuvent être parasités par Toxoplasma gondii, une étude menée en Tunisie montrant une fréquences d'infestation plus fréquente dans le Sud du pays que dans le Nord. De façon rare, l'Arabe-Barbe marocain peut être génétiquement porteur du syndrome d'immunodéficience sévère combinée (SCID) : l'analyse généalogique des chevaux concernés a permis de remonter à trois étalons arabes importés au Maroc.

### Cheval du Hodh
Un type réputé d'Arabe-Barbe ou de Barbe est décrit dans les sources coloniales sous le nom de « cheval du Hodh » ; propre à la région du Hodh El Chargui, située en Mauritanie et au nord du Mali, il y est élevé par les Mechdoufs. Il toise de 1,45 m à 1,48 m, pour 325 à 375 kg.

### Sélection

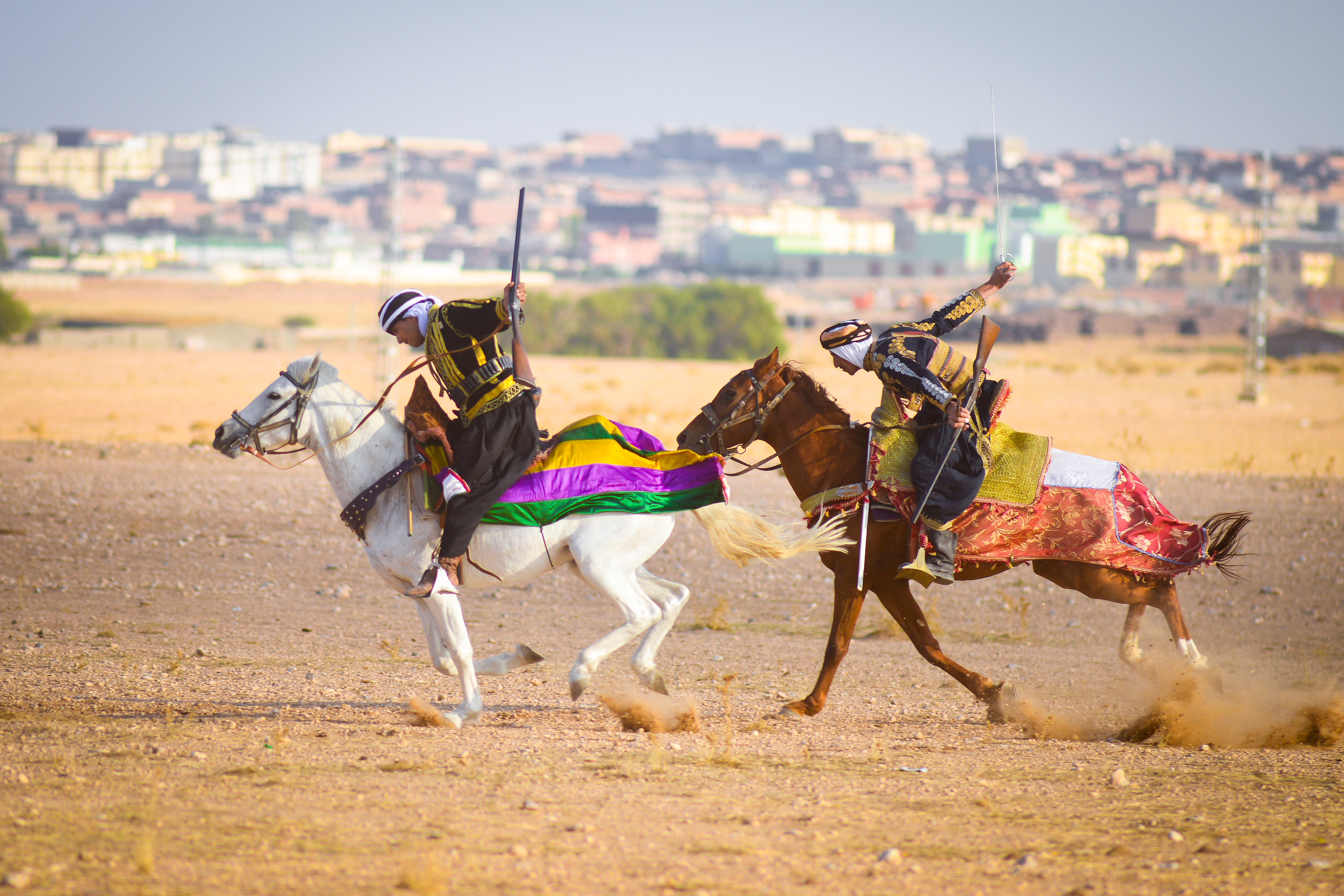
Chevaux de fantasia algériens.

Les chevaux de race Arabe-Barbe peuvent être enregistrés auprès de l'Organisation mondiale du cheval Barbe (OMCB). Il a été proposé de considérer comme véritablement Arabe-Barbe le cheval ayant des origines arabes comprises entre 25 et 75 %, pour l'inscription à titre initial au stud-book de l'Arabe-Barbe dans les pays constituant le berceau de race. Le nombre d'Arabe-Barbe « purs » inscrits dans le stud-book algérien et nés entre 1993 et 2004 est de 3 379. Par conséquent, la majorité des chevaux Arabe-Barbe sont présumés (sans papiers), et identifiés de par leur morphologie, en l'absence de documents permettant de connaître leurs ascendants.
Il n'existe aucun standard de race officiel, Jamali témoignant d'une dérive dans l'attribution de papiers Arabe-Barbe à des chevaux de fantasia qui ne présentent pas le type morphologique attendu.
La conférence annuelle de l'OMCB donnée à Tunis en 2013 reconnaît les chevaux issus des croisements suivants comme Arabe-Barbe :
- Arabe-Barbe x Arabe-Barbe
- Arabe-Barbe x Pur-sang arabe
- Arabe-Barbe x Barbe
- Barbe x Pur-sang arabe

### Génétique

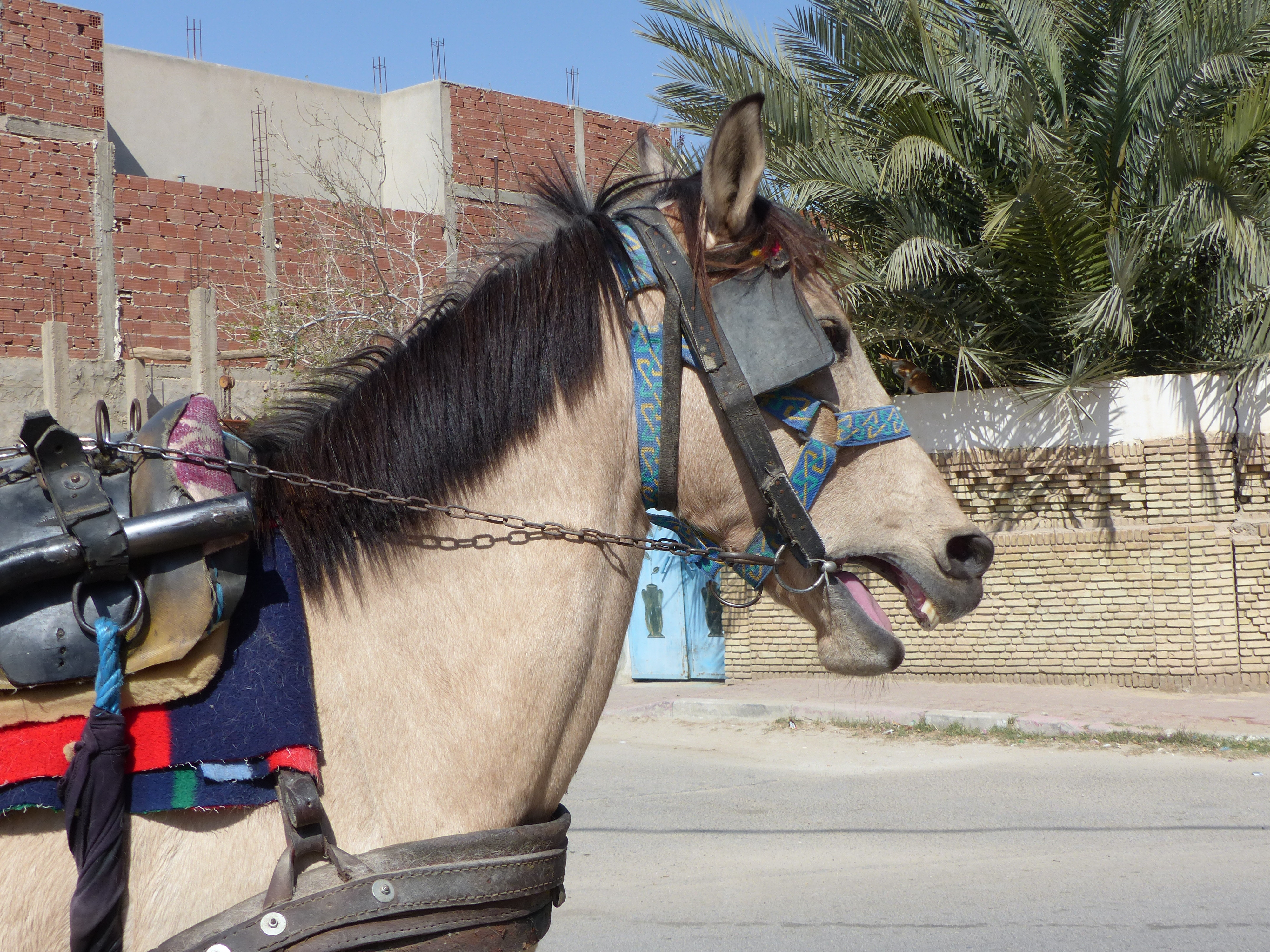
Tête d'un Arabe-Barbe (aux origines majoritairement Barbe) de profil légèrement concave et de robe isabelle, à Tozeur en Tunisie.

La diversité génétique exprimée par l'hétérozygotie de la race est bonne (d'après une étude menée au Maroc et publiée en 1994), avec une courte distance génétique entre le Barbe et l'Arabe-Barbe. La proximité génétique confirmée entre Barbe et Arabe-Barbe a conduit Jemmali et al. (2017) à les classer dans le même cluster de gènes. Cette proximité génétique pousse certains chercheurs (comme Berber et al. en 2014) à les considérer comme une unique population chevaline.
Une étude publiée en Tunisie en 2015 montre que la moyenne des allèles observés chez la population Arabe-Barbe est de 7,70 (0,613) allèle par locus, ce qui fait de l'Arabe-Barbe une population légèrement déficitaire en hétérozygotie.
L'Arabe-Barbe présente des variants génétiques rares, tels que Dcfgkm, Ddekl, Es‐N, Tf‐A et Pi‐W. On observe une diversification du polymorphisme chez les chevaux Arabes-Barbe et Barbe, au contraire du cheval arabe.

## Utilisations

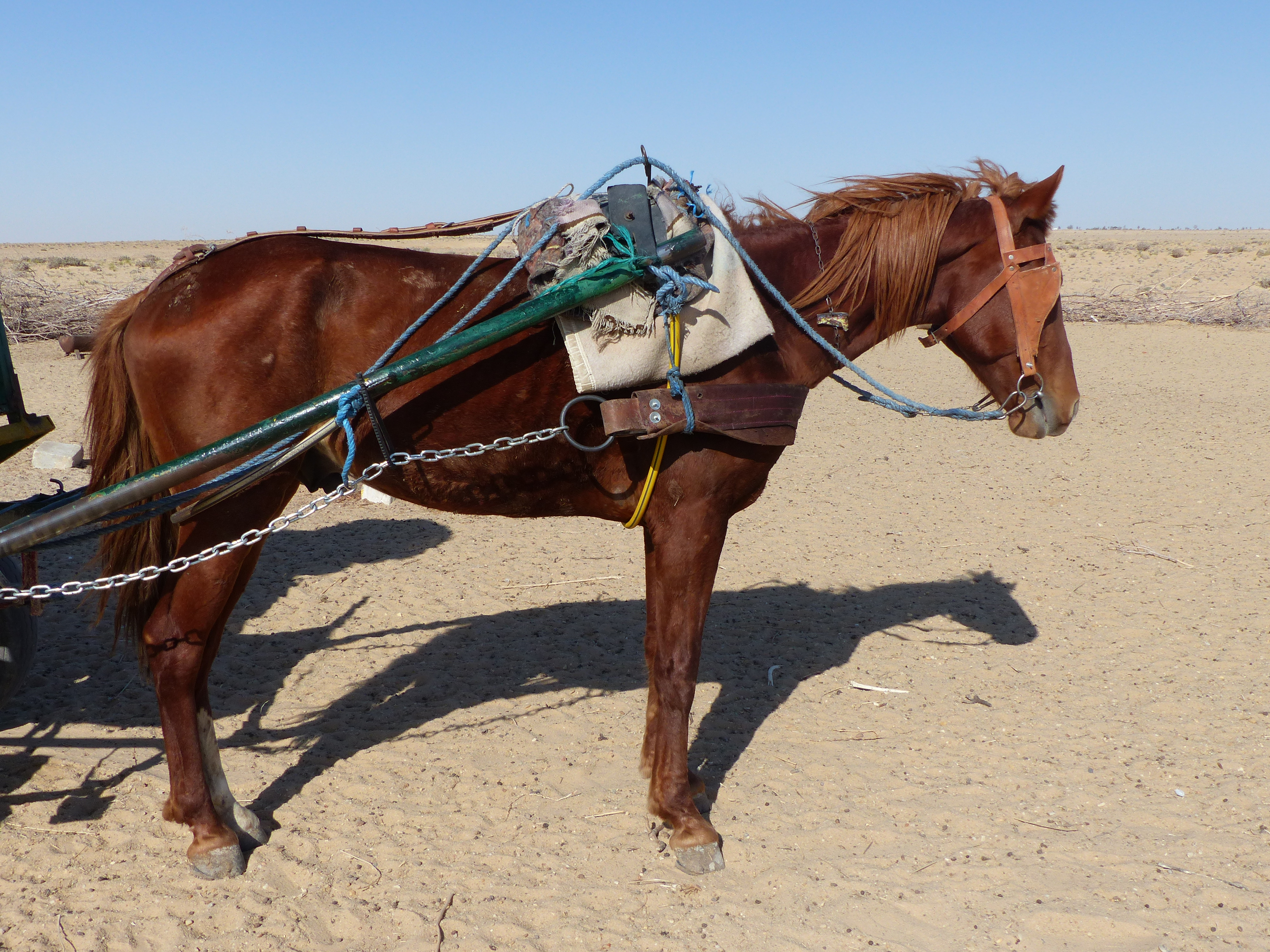
Arabe-Barbe alezan (aux origines majoritairement Barbe) attelé près de Tozeur, en Tunisie.

Ces chevaux historiquement employés pour la guerre le sont désormais pour le travail et pour des manifestations culturelles, en particulier les fantasias, où ils sont idéaux. Solides chevaux de selle, ils peuvent aussi pratiquer l'endurance. En Tunisie, les tâches du quotidien rural, telles que la traction agricole, sont effectuées par des chevaux Barbe et Arabe-Barbe issus de petits élevages traditionnels.
Une opinion commune dans le Maghreb est de considérer que l'Arabe-Barbe constitue une monture adaptée au sport, tandis que le Barbe serait à réserver aux « corvées » ; les sources locales reflètent ce biais en décrivant le Barbe comme un cheval trapu et placide, et l'Arabe-Barbe comme sportif et nerveux.
L'Arabe-Barbe est employé en croisement avec le Pur-sang pour donner un nouvel hybride nommé « Anglo-Arabe-Barbe ». Le Maroc en comptait environ 2 500 dans la région d'El Jadida en 1998, où ces chevaux de course ont été peu à peu remplacés par l'Anglo-arabe.

## Diffusion de l'élevage
L'Arabe-Barbe est une race de chevaux à diffusion internationale. Il est commun en Afrique du Nord, ce qui inclut le Maroc, l'Algérie, la Tunisie, le Tchad et la Mauritanie. Les chevaux tchadiens sont essentiellement élevés dans les zones montagneuses du pays. Présent dans six pays d'Afrique, l'Arabe-Barbe constitue l'une des races de chevaux à la plus large diffusion sur ce continent, avec le Barbe (et après l'Arabe et le Pur-sang).
D'après une conférence donnée au Salon international du cheval d'El Jadida en octobre 2010, le nombre total estimé de chevaux Arabe-Barbe dans tout le Maghreb serait de 185 000 têtes. L'Arabe-Barbe est la race de chevaux la mieux connue et la plus commune en Algérie, au Maroc et en Tunisie. En 1992, la population tunisienne, algérienne et mauritanienne recensée dans la base de données DAD-IS était de 32 000 têtes, avec une tendance à la baisse.
D'après Mebarki et al. (2018), sur environ 100 000 chevaux que compte l'Algérie, 90 % sont des Arabe-Barbe. Il ne s'agit cependant que d'une estimation, en l'absence de documents prouvant l'origine des chevaux, la majorité des Arabe-Barbe algériens ayant moins de 25 % d'origines arabes.
En 2005, Lahoussine Ouragh estime la population équine au Maroc à 160 000 chevaux, dont 90 % d'Arabe-Barbe. Les effectifs marocains ne sont pas renseignés dans DAD-IS. Le Haras national d'Oujda élève cette race.

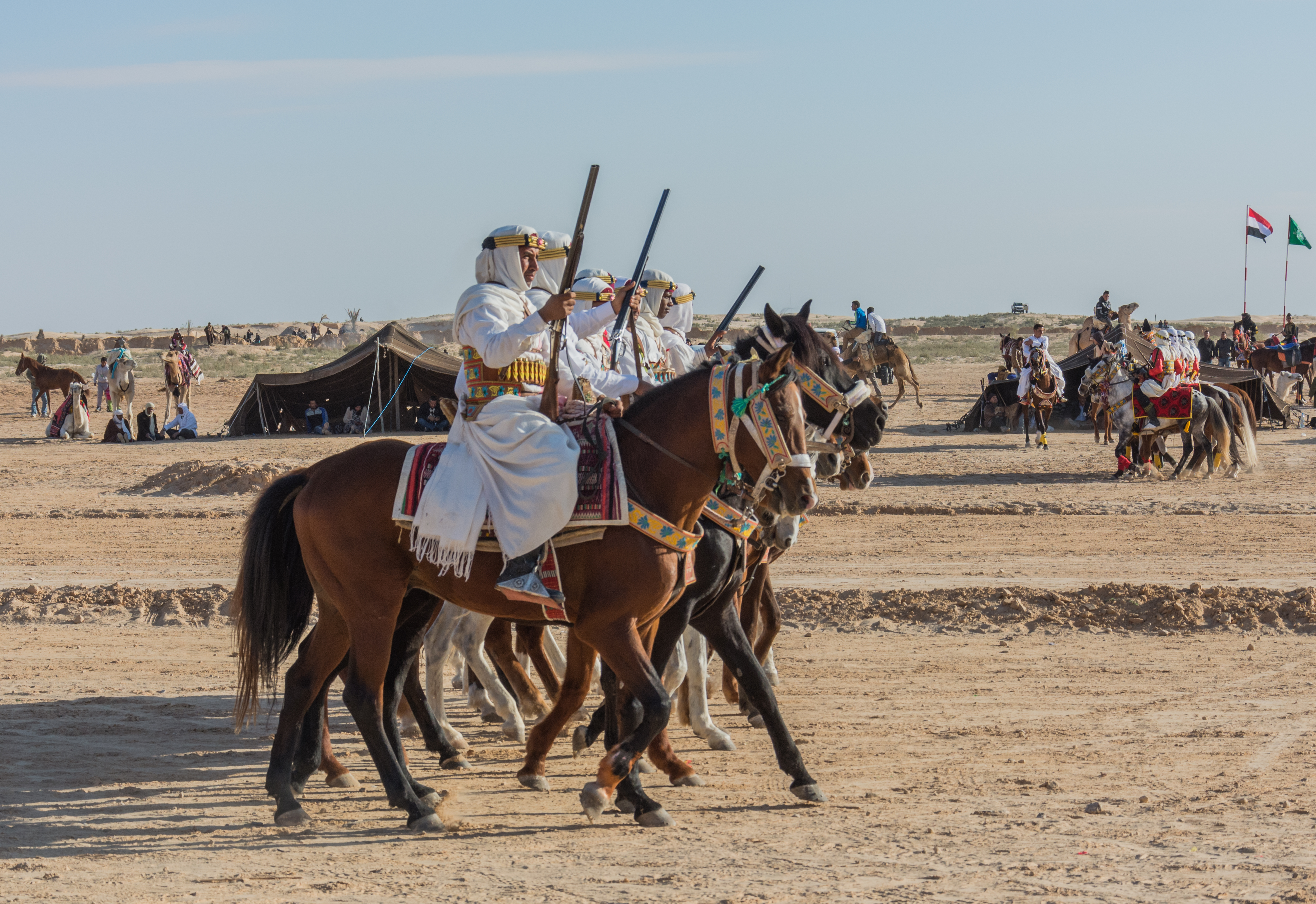
Probable Arabe-Barbe (au premier plan) monté pendant le Festival international du Sahara à Douz, en Tunisie.

En 1998, d'après Serge Farissier, le docteur Ali Bousrih, directeur général de la Fondation nationale d'amélioration de la race chevaline (FNARC) à l'époque, estimait le nombre d'Arabe-Barbe tunisiens à près de 40 000. Jemmali et al. estiment la population de Barbe et d'Arabe-Barbe tunisiens confondus à environ 20 000 chevaux en 2015 ; ils estiment ensuite le nombre d'Arabe-Barbe seuls à 14 000 têtes (en 2017).
On trouve quelques chevaux Arabe-Barbe en Europe, notamment en Espagne, en France et en Allemagne. La population européenne est beaucoup plus réduite que celle du continent africain, avec environ 1 600 Arabe-Barbe estimés. Une cinquantaine de sujet sont recensés en 2018 en Allemagne.

#### Articles de recherche
- [Boujenane, Touati et Machmoum 2008] Ismaïl Boujenane, Ismahane Touati et Mohamed Machmoum, « Mensurations corporelles des chevaux Arabe-Barbes au Maroc », Revue de médecine vétérinaire, vol. 159,‎ 2008, p. 144-149 (présentation en ligne).
- [Jemmali et al. 2015] Bayrem Jemmali, Mohamed Mabrouk Haddad, Hatem Ouled Ahmed, Faten Lasfer, Bilal Aoun, Soufiene Ezzar, Souhila Kribi, S. Gtari, Mohammed Ezzaouia et Boulbaba Rekik, « Investigation de la diversité génétique des races Barbe et Arabe Barbe en Tunisie », Journal of New Sciences, vol. 21,‎ septembre 2015 (ISSN 0973-6913, lire en ligne, consulté le 18 février 2020).
- [Jemmali et al. 2017] (en) Bayrem Jemmali, Haddad Mezir, Nawel Barhoumi, Syrine Tounsi, Faten Lasfer, A. Trabelsi, Belgacem Aoun, Imen Gritli, Soufiene Ezzar, Abdelhak Younes, Mohamed Ezzaouia, Boulbaba Rekik et Hatem Ahmed, « Genetic diversity in Tunisian horse breeds », Archiv für Tierzucht, vol. 60, no 2,‎ 2017, p. 153-160 (ISSN 0003-9438, lire en ligne, consulté le 1er mars 2020).
- [Mebarki, Kaidi et Benhenia 2018] Mounir Mebarki, Rachid Kaidi et Karim Benhenia, « Morphometric description of Algerian Arab-Barb horse », Revue de médecine vétérinaire, vol. 69, nos 7-9,‎ 2018, p. 185-190 (lire en ligne).
- [Ouragh, Mériaux et Braun 1994] (en) Lahoussine Ouragh, J.-C. Mériaux et Jean-Pierre Braun, « Genetic blood markers in Arabian, Barb and Arab-Barb horses in Morocco », Animal Genetics, vol. 25, no 1,‎ 1994, p. 45–47 (ISSN 1365-2052, DOI 10.1111/j.1365-2052.1994.tb00055.x, lire en ligne, consulté le 18 février 2020).

#### Ouvrages spécialisés
- [Jamali 2020] Yassine Hervé Jamali, Le Cheval barbe, Arles, Actes Sud, coll. « Arts équestres », 2020, 272 p. (ISBN 978-2-330-13111-1).
- [Kadri 2009] Abderrahman Kadri, Le barbe cheval de légende, Alger, Zaki Bouzid Éditions, 2009, 312 p. (ISBN 978-9961-7-7110-5).
- [Slawik et Geipert 2006] (de) Christiane Slawik et Susanne Geipert, Legendäre Pferde der Berber : Araber, Araber-Berber und Berber, Munich, Cadmos Verlag, 2006, 95 p. (ISBN 978-3-86127-432-2 et 978-3861274322).

#### Ouvrages généralistes
- [Porter et al. 2016] (en) Valerie Porter, Lawrence Alderson, Stephen J. G. Hall et Dan Phillip Sponenberg, Mason's World Encyclopedia of Livestock Breeds and Breeding, CAB International, 9 mars 2016, 6e éd., 1 107 p. (ISBN 1-84593-466-0, OCLC 948839453), p. 439.
- [Rousseau 2014] Élise Rousseau (ill. Yann Le Bris), Tous les chevaux du monde, Delachaux et Niestlé, septembre 2014, 544 p. (ISBN 2-603-01865-5), « Barbe-arabe », p. 396.